# شولو ماريدونيا
شولو ماريدونيا هو ممثل أمريكي ولد في 9 يونيو 2001.